# Flandes
Flandes ist eine Gemeinde (municipio) im Departamento Tolima in Kolumbien. Flandes grenzt nur durch den Río Magdalena getrennt direkt südlich an Girardot und gehört zur Metropolregion Girardot.

## Geographie
Flandes liegt im Osten von Tolima, in der Provinz Ibagué auf einer Höhe von 285 m ü. NN am Río Magdalena etwa 72 km von Ibagué entfernt und hat eine Jahresdurchschnittstemperatur von 28 °C. Die Gemeinde grenzt im Norden an Girardot und Ricaurte im Departamento de Cundinamarca, im Osten an Suárez, im Süden an El Espinal und im Westen an Coello und El Espinal.

## Bevölkerung
Die Gemeinde Flandes hat 29.478 Einwohner, von denen 25.479 im städtischen Teil (cabecera municipal) der Gemeinde leben. In der Metropolregion leben 146.778 Einwohner (Stand: 2019).

## Geschichte
Flandes entstand im Zuge des langsamen Wachstums von Girardot als Durchgangsort auf der südlichen Flussseite des Río Magdalena. Die erste Nennung und die offizielle Gründung erfolgte 1912. In Flandes entstand 1920 die erste Luftwaffenschule Kolumbiens. Im Zuge des Baus der Eisenbahnstrecke von Bogotá nach Neiva wurde 1930 die erste Eisenbrücke über den Río Magdalena gebaut. Die erste Straßenbrücke (Puente Ospina Pérez) wurde 1950 eingeweiht. Seit 1954 hat Flandes den Status einer Gemeinde.

## Infrastruktur
Auf dem Gebiet von Flandes befindet sich der 1948 gegründete Flughafen von Girardot, der Flughafen Santiago Vila (IATA-Code: GIR).